# Kharma
Den här artikeln handlar om nattklubben Kharma. För begreppet inom de dharmatiska religionerna, se karma.
Kharma var en nattklubb vid Stureplan i Stockholm. 
Kharma låg i samma lokaler som en gång Embassy Club på Sturegatan 10, strax norr om Hotell Lydmar, mellan åren 2001 och 2005. Klubben ägdes och drevs av Robert Hållstrand och Stephen Ferber och blev något av en ikon för det som övriga Sverige ofta kallade brat-stilen, mycket tack vare Pass På med Peter Magnusson och David Hellenius, och sedermera även Hey Baberiba med Peter Magnusson, David Hellenius och Christine Meltzer.
På torsdagskvällarna var Kharma länge Stureplans obestridde klubb-konung , men när det stod klart att Hållstrand och Ferber senare hösten 2005 skulle öppna The Plaza Club så självdog klubben; eller snarare, den vaknade aldrig riktigt upp efter sommaruppehållet. Efter ett kortare interludium med ett försök att charma den då hemlösa Berns-publiken så öppnade Loge efter årsskiftet 2006.
Loges förste nattklubbschef är Jim Beuger och inriktningen beskrivs som The Plaza Club fast för 20-25-åringar.
Till samma grupp av krogar och klubbar som Plaza och Loge hör även NOX.